# Живи для меня
«Живи для меня» (хинди जीना सिर्फ़ मेरे लिए, урду جینا صرف میرے لئے‎, Jeena Sirf Merre Liye) — индийский фильм, снятый режиссёром Талатом Джани и вышедший в прокат 1 ноября 2002 года. Главные роли исполнили Карина Капур и Тусшар Капур. «Живи для меня» — ремейк телужской картины Manasantha Nuvve 2001 года, которая в свою очередь является ремейком киноленты Anmol Ghadi (1946).

## Сюжет
Это история о друзьях детства Каране и Пинки.
Пинки со своим отцом каждый год на летние каникулы приезжает на горную станцию. Там девочка проводит время со своим осиротевшим другом Караном. Отец Пинки, магнат, не желая видеть дочь рядом с нищим мальчишкой, разлучает их. Проходят года. Каран усыновлен человеком из большого города. Пинки живёт за границей в доме своего дяди. Но однажды они все-таки находят друг друга…

## Роли
- Карина Капур — Пуджа «Пинки»
- Тусшар Капур — Каран Мальхотра
- Малика Шерават — Сима
- Кадер Хан — Махендра Мальхотра
- Виджайендра Гхатге — Отец Пуджи
- Химани Шивпури — Миссис Мальхотра
- Алок Натх — Мистер Кханна

## Саундтрек
| №  | Название                           | Исполнители                  | Длительность |
| -- | ---------------------------------- | ---------------------------- | ------------ |
| 1. | «Allah Allah»                      | Сону Нигам, Алка Ягник       |              |
| 2. | «Jeena Sirf Mere Liye»             | Бабул Суприо, Алка Ягник     |              |
| 3. | «Tu Hai Sola»                      | Абхиджит, Кавита Кришнамурти |              |
| 4. | «Kaash Ke Tujhse Main Kabhi Milta» | К.К., Алка Ягник             |              |
| 5. | «Pyaar Maange»                     | Бабул Суприо, Сунидхи Чаухан |              |
| 6. | «Ek Baar To India»                 | Алка Ягник                   |              |

## Критика
Кинокритики невысоко оценили фильм. Таран Адарш дал ему 1,5 звезды из 5 и отметил, что фильму не хватает связности в сценарии и способности захватить внимание зрителя.
Амрита Суреш из fullhyd.com оценила фильм на 3 балла из десяти и написала, что он в целом смотрибелен, если вы идёте в кинотеатр, чтобы поспать.
Дипа Гурмасте из Rediff.com также дала картине крайне негативную оценку, отдельно посоветовав Малике Шерават больше не сниматься.
Только Маниш Гаджжар для BBC положительно отозвался об игре актёров и фильме.